# دالة الإمكان

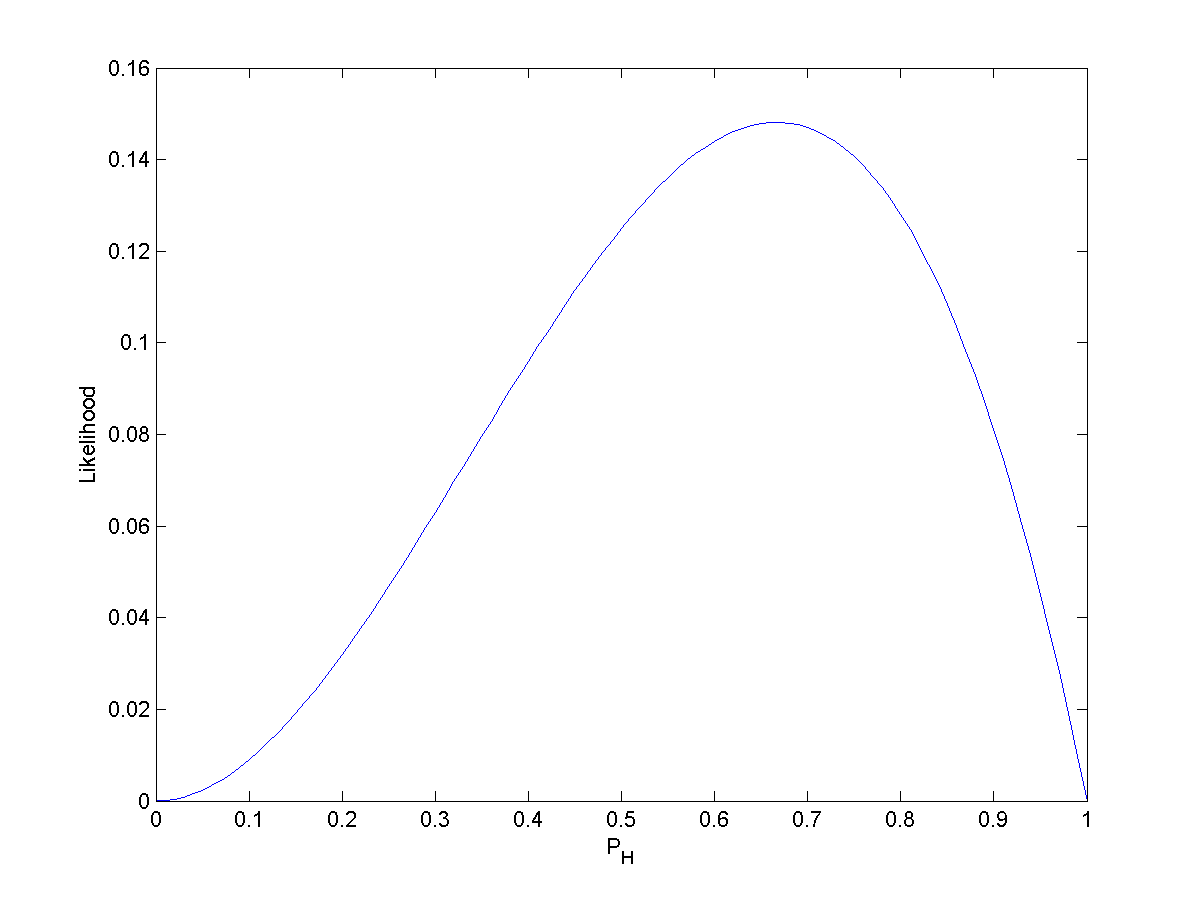

في الإحصاء، دالة الإمكان (بالإنجليزية: likelihood function)‏ هي دالة الوسائط في النموذج الإحصائي الذي يلعب دورا أساسيا في الإحصاء الاستدلالي .فإذا كان الاحتمال يسمح بتوقع نتائج مجهولة استنادا على وسائط معروفة، فإن (الإمكان) يسمح بتقدير وسائط مجهولة استنادا على نتائج معروفة.